# Climacteris affinis
El corretroncos cejiblanco (Climacteris affinis) es una especie de ave paseriforme de la familia Climacteridae propia de Australia.

## Subespecies
Se recononcen dos subespecies:
- Climacteris affinis affinis
- Climacteris affinis superciliosus